# Glypta vinnula
Glypta vinnula là một loài tò vò trong họ Ichneumonidae.